# Svinesund

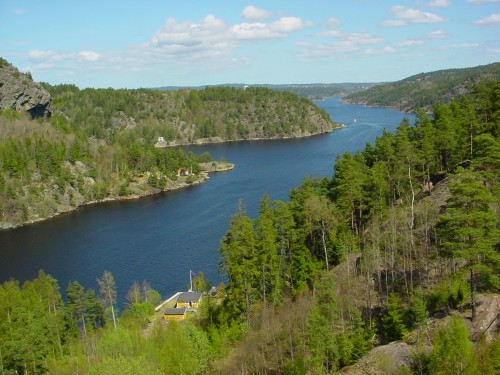
Svinesund i maj 2003.

Svinesund är ett sund mellan Sverige och Norge och utgör gräns mellan dessa två länder. Svinesund utgör en del av Idefjorden och ligger nära Strömstad i Sverige och Halden i Norge. Vid Svinesund finns också Svinesundsbron och Gamla Svinesundsbron som är viktiga för internationell trafik. Till 1658 utgjorde sundet gräns mellan de norska länen Båhus län och Akershus län.
Svinesund är också namnet på landområdet på den svenska sidan om sundet, och på grund av närheten till Norge och dess köpstarka invånare har i Svinesund byggts ett stort köpcentrum. En halvmil söderut, i Nordby, finns ett av Sveriges största köpcentrum (sedan utbyggnaden 2009).